# Prince Rupert
Prince Rupert è una città portuale situata nella Columbia Britannica, in Canada. È il fulcro degli scambi via terra, aerei e via mare della costa settentrionale della Columbia Britannica, e conta una popolazione di 12.508 persone (2011).

## Storia

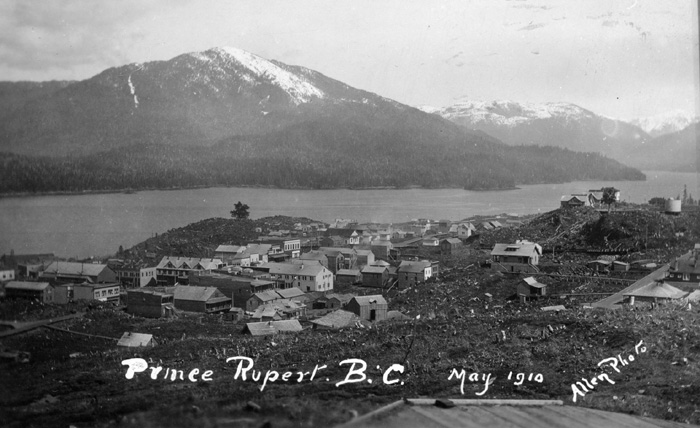
Prince Rupert, maggio 1910

Prince Rupert, dal nome del Principe Rupert del Reno, è stata fondata da Charles Melville Hays, il direttore generale del Grand Trunk Pacific Railway (GTP) ed è stata costituita il 10 marzo 1910. Prima dell'apertura del GTP, il centro di lavoro sulla costa Nord era Port Essington sulla theSkeena fiume. Dopo la fondazione di Prince Rupert, Port Essington tornò ad essere una comunità di pescatori e ora è una città fantasma. Charles Hays aveva molte grandi idee per Prince Rupert tra cui un attracco per le grandi navi passeggeri e lo sviluppo di una grande industria turistica. Questi piani fallirono quando Charles Hays morì il 15 aprile 1912 sulla RMS Titanic. Il Monte Hays, il più grande delle due montagne su Kaien Island, è chiamato in suo onore, così come la scuola superiore locale.

## Geografia fisica
Prince Rupert è situata su Kaien Island (circa 770 km a nord di Vancouver), appena a nord della foce del fiume Skeena, e collegato da un breve ponte alla terraferma. La città si trova lungo la riva nord-occidentale dell'isola, al capolinea occidentale della Trans-Canada Highway 16 (linea gialla). Prince Rupert è a circa 16 km a ovest di Port Edward, 144 km a ovest di Terrace, e 715 km a ovest di Prince George.
British

## Attrazioni turistiche
Prince Rupert è un punto centrale dell'Inside Passage, un percorso di acque che scorre lungo la costa del Pacifico da Vancouver in Columbia Britannica a Skagway in Alaska. È visitato da molte navi da crociera durante la stagione estiva in rotta tra l'Alaska e North Vancouver e gli Stati Uniti d'America continentali verso sud. Prince Rupert è anche il punto di partenza per numerose escursioni di osservazione di fauna selvatica tra cui balene, aquile e orsi grizzly.